# دي فيرماخت
دي فيرماخت (بالألمانية: Die Wehrmacht) مجلة عسكرية ألمانية، نُشرت من عام 1936 إلى عام 1944 لخدمة الدعاية الألمانية لرايخ.
لقد روجت لقوات الفيرماخت التي شُكلت حديثًا، وكان المحرر الرسمي هو القيادة العليا للفيرماخت الجديد اعتبارًا من فبراير 1938 وما بعده.
كان الهدف القراء الشباب، وكان السعر 25 رايخ مارك فقط. في سبتمبر 1944 توقفت المجلة عن الصدور.